# Лошият добър човек
„Лошият добър човек“ (на руски: Плохой хороший человек) е съветски драматичен филм от 1973 година на режисьора Йосиф Хейфиц по негов собствен сценарий, базиран на повестта „Дуел“ на Антон Чехов.
В центъра на сюжета е конфликтът между меланхоличен безделник и учен рационалист. Главните роли се изпълняват от Олег Дал, Владимир Висоцки, Людмила Максакова.

## Сюжет
Внимание:  Текстът по-долу разкрива сюжета на произведението (или части от него)!
Измъчван от безсмислието и скуката на живота, офицер Лаевски желае на всяка цена да прекъсне порочния кръг на своето съществуване. Неговият морален антипод, натуралистът фон Корен, е сигурен, че хора като Лаевски са достойни за унищожение. Но противно на желанията и волята на героите, Провидението се разпорежда със съдбите им по свой начин.

## Създатели
- Сценарист и режисьор Йосиф Хейфиц
- Главен оператор – Хенрих Маранджян
- Водещ художник: Исак Каплан
- Композитор – Надежда Симонян
- Режисьор на картината – Михаил Генденщайн

## Актьорски състав
- Олег Дал – Иван Лаевски
- Владимир Висоцки – Николай Василиевич Фон Корен, зоолог
- Людмила Максакова – Надежда Федоровна
- Анатоли Папанов – Самойленко, лекар
- Георгий Королчук – дякон Яков Победов (озвучен от Гелий Сисоев)
- Анатолий Азо – Кирилин, съдебен изпълнител (озвучен от Олег Басилашвили)
- Ашот Меликджанян в ролята на Ачмянов, син на собственика на магазина
- Любов Малиновская – Мария Константиновна Битюгова
- Юрий Медведев – Шешковски
- Андрей Апсолон – Битюгов
- Анхел Гутиерес като ханджията, татарин Кербалай
- Игор Ефимов – Бойко, втори
- Павел Кашлаков – втори
- Герман Лупекин – Устимович, лекар
- Ашот Нерсесян като Ачмянов, собственик на магазин
- Гелий Сисоев – Сипачев, колега на Лаевски
- Любов Тищенко – слуга
- Олег Хроменков като батмана на Самойленко